# Godki (przystanek kolejowy)
Godki – przystanek osobowy we wsi Godki, w Polsce, położony w województwie warmińsko-mazurskim, w powiecie olsztyńskim, w gminie Jonkowo.

## Ruch pasażerski
| Rok  | Wymiana pasażerska na dobę |
| ---- | -------------------------- |
| 2017 | 20-49                      |
| 2022 | 10-19                      |